# 春荣镇
春荣镇，是中华人民共和国甘肃省庆阳市宁县下辖的一个乡镇级行政单位。
2015年，甘肃省民政厅批复同意撤销春荣乡，设立春荣镇。

## 行政区划
春荣镇下辖以下地区：
欣荣社区、古城村、雷畔村、李台村、路户村、宁春村、三曹村、王台村、昔沟村、新庄村、徐家村、岘子村、白公村、赤堡村、高寺村、上齐村、石鼓村、苏城村、铁王村和万塬村。